# Конвой Палау — Рабаул (01.05.43 — 09.05.43)
Конвой Палау — Рабаул (01.05.43 — 09.05.43) — японський конвой часів Другої світової війни, проведення якого відбувалось у травні 1943 року.
До складу конвою увійшли транспорти «Глазго-Мару», «Хібурі-Мару», «Осумі-Мару», «Юбає-Мару» та «Канджо-Мару». Також існують дані, що до нього входило судно «Теймз-Мару», проте в цей час воно здійснювало перевезення військовополонених у водах Південно-Східної Азії. Ескорт забезпечували мисливці за підводними човнами CH-24 та CH-39.
1 травня 1943 року судна вийшли із Палау (важливий транспортний хаб у західній частині Каролінських островів) та попрямували до Рабаула — розташованої на острові Нова Британія головної бази японців в архіпелазі Бісмарка, з якої вони провадили операції на Соломонових островах та сході Нової Гвінеї.
У цей період ворожа авіація ще не атакувала комунікації до архіпелагу Бісмарка, проте на них традиційно патрулювали підводні човни. Утім, конвой зміг пройти без втрат та опівдні 9 травня прибув до Рабаула.